# Xuxa Circo
"Xuxa Circo" foi a décima quarta turnê da cantora brasileira Xuxa Meneghel, em apoio ao álbum Xuxa só para Baixinhos 5 - Circo (2004). A turnê teve inicio no dia 13 de novembro de 2004 no Rio de Janeiro, e terminou no dia 18 de dezembro de 2005 em São Paulo. A turnê passou pelas cidades de Rio de Janeiro, Recife, Belo Horizonte, São Paulo, Porto Alegre, Curitiba, Goiânia e Brasília. Foi lançado em junho de 2006 o registro oficial da turnê, sendo a segunda turnê de Xuxa tendo um registro.

## Repertório
"Lua de Cristal" (introdução vídeo, com "Doce Mel" orquestral adicionado após o fim)
1. "O Circo já Chegou"
2. "Bichos"
3. "Há, Há, Há"
4. "Abecedário da Xuxa" (trecho em a capela)
5. "Pot-Pourri Txutxucão:"

- "Txu Txutxucão"
- "Ele é o Txutxucão"
- "Vem Dançar com o Txutxucão"
- "Dançando com o Txutxucão"

1. "O Ônibus"

"A Chaleira" (Interlúdio)
1. "Se..."
2. "Piruetas" (com Renato Aragão)
3. "Cinco Patinhos"
4. "Soco, Bate, Vira"
5. "Mexe, Mexe"

"Ta-Ra-Ra-Bum-Di-Ei" (Interlúdio)
1. "Bumbum, Como é Bom Ser Lelé"
2. "Cabeça, Ombro, Joelho e pé"
3. "Estátua"
4. "Teddy Rock"
5. "Hula-Hula da Xuxinha"
6. "Nosso Rosto"
7. "Vamos Brincar"
8. "Um Lindo Arco-Íris"
9. "A Elefanta Bila Bilú"
10. "Pra Frente, Pra Trás"

"A Ram Sam Sam" (Interlúdio)
1. "Sr. Batedecábatedelá"
2. "Subindo, Descendo, Pirando"

"Alguém" (cantada por Sasha Meneghel Szafir)
1. "Xuxa Megamix 1 e 2:"

- "Ilariê"
- "Xuxalelê"
- "Pinel Por Você"
- "Xuxaxé"
- "Tindolelê"
- "Tô de Bem Com a Vida"

1. "Beijinho, Beijinho" (trecho)

"Lua de Cristal" (introdução vídeo, com "Doce Mel" orquestral adicionado após o fim)
1. "O Circo já Chegou"
2. "Bichos"
3. "Há, Há, Há"
4. "Abecedário da Xuxa" (trecho em a capela)
5. "Pot-Pourri Txutxucão:"

- "Txu Txutxucão"
- "Ele é o Txutxucão"
- "Vem Dançar com o Txutxucão"
- "Dançando com o Txutxucão"

1. "O Ônibus"

"A Chaleira" (Interlúdio)
1. "Se..."
2. "Piruetas" (com Renato Aragão)
3. "Cinco Patinhos"
4. "Soco, Bate, Vira"
5. "Mexe, Mexe"

"Ta-Ra-Ra-Bum-Di-Ei" (Interlúdio)
1. "Cabeça, Ombro, Joelho e pé"
2. "Estátua"
3. "Teddy Rock"
4. "Um Lindo Arco-Íris"
5. "A Elefanta Bila Bilú"
6. "Pra Frente, Pra Trás"

- "A Ram Sam Sam" (interlúdio)

1. "Sr. Batedecábatedelá"
2. "Subindo, Descendo, Pirando"

"Alguém" (cantada por Sasha Meneghel Szafir)
1. "Xuxa Megamix 1 e 2:"

- "Ilariê"
- "Xuxalelê"
- "Pinel Por Você"
- "Xuxaxé"
- "Tindolelê"
- "Tô de Bem Com a Vida"

1. "Beijinho, Beijinho" (trecho)

## Cenário
O Cenário tinha um visual no fundo com listras azuis e rosas, em varias músicas foram adicionados bonecos de ar, como "Estátua", "Teddy Rock" e "Cabeça, Ombro, Joelho e Pé". Um telão jumbotron no centro do palco mostrava os efeitos especiais, o telão se partia em duas partes, então revela-se uma entrada de onde saíam os personagens do show e Xuxa, por cima da entrada tinha um enorme X dourado assim como no XSPB 5, nas laterais do palco paredes coloridas com desenhos. E, no salão, mais de 40 peças infláveis entre palhaços, polvos, bonecos e balas, completam o show. O teto, com enormes fitas coloridas, dava a ideia de uma lona de circo.

## Figurinos
Xuxa iniciava o show com um terninho preto com uma rosa no lado esquerdo, sapatos com bicos ondulados, chapéu com pedrinhas brilhantes, ao longo so show, Xuxa trocava o casaco por sobre-tudo, por exemplo no "Pot-Pourri Txutxucão" Xuxa usava um sobre-tudo dourado, na música "Se..." Xuxa usava um sobre-tudo preto e branco listrado, em "Mexe, Mexe" Xuxa usava um sobre-tudo branco com uma peruca. No "Xuxa Megamix 1 e 2" Xuxa encerrava o show com uma peruca loira, um vestido discoteca e longas botas brancas.

## Curiosidades
- Foi a turnê com maior repertório de Xuxa.
- No primeiro show e último show da turnê no Rio de Janeiro e São Paulo, respectivamente, Renato Aragão fez uma singela participação na música "Piruetas".[2]
- A borboleta que voa nos show é outra homenagem de Xuxa a sua afilhada morta Babú, sem contar que ela menciona sua história perto do fim do show.
- O show também homenageia o palhaço Arrelia que morreu durante a turnê e Renato Aragão, um dos maiores palhaços do Brasil.
- O "Xuxa Megamix" foi feito pelo DJ Memê e Xuxa regravou todas as músicas especialmente para essa turnê.
- Nas apresentações da música "Alguém", Luma Antunes cantava no lugar de Sasha, em alguns shows Sasha cantou junto com Luma.[3][4]
- Em 2005 as músicas "Bumbum Como é bom ser Lelé", "Hula-Hula da Xuxinha", "Vamos Brincar" e "Nosso Rosto" foram retiradas da turnê, mas somente "Nosso Rosto" foi colocada no registro oficial de 2006 nos Extras do DVD junto com "Piruetas" com a participação de Renato Aragão.
- A turnê estava prevista para começar em São Paulo nos dias 23 e 24 de outubro, no Credicard Hall, porém as datas foram adiadas para o mês subsequente.
- O cenário começou a ser idealizado em agosto de 2004.
- Havia a intenção de produzir um documentário abrangendo todos os passos de Xuxa, desde os bastidores até o encerramento do show. Contudo, devido à limitação de espaço de armazenamento nos discos de DVD, a decisão foi tomada em favor de um vídeo mais simplificado e condensado.

## Gravações e transmissões
Em agosto de 2004, foi estudada a possibilidade de ser transmitido um show ao vivo de Xuxa no dia das crianças. Provavelmente esse show seria da turnê Xuxa Circo. Xuxa o Show é o registro oficial da turnê Xuxa Circo, com captação de imagens com câmeras em alta definição. Ao todo, foram três dias de gravações para o DVD: sexta-feira, no ensaio aberto, sábado, nas apresentações das 16h e 19h30 (show extra) e domingo, às 17h, nos dias: 22, 23 e 24 de Abril na cidade de São Paulo no Credicard Hall. O DVD Xuxa o Show, trouxe o show na íntegra, com alguns cortes nas falas de Xuxa. A música Nosso Rosto foi inclusa como um extra no DVD, o show também foi lançado em VHS, o DVD vendeu mais de 100.000 cópias rendendo disco de platina duplo.

## Concerto sinopse
A apresentação se inicia com a entrada do palhaço Pituco, que percorre o meio da plateia, acompanhado pelo instrumental de "O Trapezista, O Equilibrista e O Acrobata". Ao chegar no centro do palco, Pituco desvela as cortinas e simula um truque de mágica. O telão brilha e exibe uma introdução em vídeo, destacando momentos significativos na trajetória de Xuxa, desde sua infância até programas e espetáculos marcantes. A melodia instrumental de "Lua de Cristal" serve como pano de fundo para essa retrospectiva. O telão se ilumina formando a figura de uma borboleta, acompanhado pela música "Era Uma Vez" do infantil Xuxa no Mundo da Imaginação. Subsequentemente, o telão se divide em duas partes. Vestindo um elegante terno preto, calçados com pontas onduladas e um chapéu adornado com pedrinhas cintilantes, Xuxa emerge de um elevador, desce e avança até o centro do palco, uma versão orquestral de "Doce Mel" é reproduzida, a música ficou conhecida pelo público no programa Xou da Xuxa. Removendo o chapéu, Xuxa canta a canção "O Circo já Chegou", acompanhada por crianças vestidas como soldadinhos que executam instrumentos musicais. Em seguida, Xuxa saúda a plateia, e aborda o tema animais antes de cantar "Bichos" em uma versão estendida. No palco, surgem performers manipulando fantasias representando diversos animais, como leões, ursos, girafas e macacos. Após a canção, Xuxa destaca a importância significativa de abolir a presença de animais em circos. Explorando o conceito de alegria, Xuxa interpreta "Há, Há, Há" ao lado dos Três Ratinhos e crianças trajadas como palhaços, enquanto objetos infláveis, como palhaços e balas, são introduzidos no palco. Xuxa, então, veste um sobretudo dourado e convida os adultos a acompanhá-la em uma versão a capela do "Abecedário da Xuxa". A seguir, Xuxa chama Txutxucão ao palco e apresenta o "Pot-Pourri Txutxucão: Txu Txutxucão / Ele é o Txutxucão / Vem Dançar Com o Txutxucão / Dançando Com o Txutxucão", com crianças usando chapéus em formato da cabeça de Txutxucão. Xuxa retira o sobretudo dourado e Pituco junta-se ao palco, Xuxa solicita que tragam objetos, como potes, escorredores, vassouras e caixas de papelão, para construir um ônibus, e canta a música "O Ônibus". Xuxa se retira do palco.
O segundo ato do espetáculo se inicia, enquanto as luzes são gradativamente atenuadas, e nos telões é exibido o vídeo da música "A Chaleira". Ao retornar, Xuxa veste um sobretudo listrado, acompanhada por crianças caracterizadas como palhaços e os Três Ratinhos, todos portando guarda-chuvas. Neste momento, Xuxa convida o público a exercitar a imaginação, e apresenta a canção "Se...". Vestindo novamente o terno, Xuxa fala que uma pessoa de extrema importância não pôde comparecer à apresentação, referindo-se a Renato Aragão. Ela convida o público a continuar a usar a imaginação e a enxergar o telão como se Renato Aragão estivesse presente e canta "Piruetas", intercalando cenas de palhaços e homenagens a Aragão projetadas nos telões. Xuxa pede ao público que cantem juntos "Cinco Patinhos", enquanto crianças interpretam a narrativa da música ao fundo do cenário. Em seguida, Xuxa sai do palco, cedendo-o a Pituco. Os Três Ratinhos auxiliam na seleção de voluntários da plateia, para formar um octógono. Pituco encena uma luta de ringue, após o qual Xuxa retorna para interromper, transmitindo uma mensagem sobre a inutilidade da violência. Ela propõe substituir a agressividade por brincadeiras com as mãos e conduz a canção "Soco, Bate, Vira" junto às crianças e aos Três Ratinhos. Convidando Pituco novamente ao palco, Xuxa pede que ele apresente uma música. Ele transforma um pedaço de papel e um pente em uma gaita. Xuxa retorna com um visual estilo Elvis Presley, com uma peruca preta, óculos e um sobretudo branco, para cantar "Mexe, Mexe" acompanhada pelas crianças e os Três Ratinhos. Ao finalizar, todos se retiram do palco.
O terceiro ato tem início com Pituco cantando "Tá-Rá-Rá-Bum-Di-Ei" junto ao público, enquanto ursos e palhaços infláveis são dispostos no palco. Xuxa retorna, e canta "Bumbum, Como é Bom Ser Lelé" junto a crianças trajadas de palhaços. Logo após, Xuxa convida o público para se mexer bastante ao som de "Cabeça, Ombro, Joelho e Pé". Em seguida, ela apresenta "Estátua", e de forma encantadora, os bonecos ganham vida, movendo-se pelo palco. Neste momento, Xuxa homenageia o palhaço Arrelia que esteve presente no vídeo projetado no telão durante a canção. Deixando o palco para Pituco, uma encenação envolvendo água é realizada, substituindo os ursos infláveis por polvos gigantes infláveis. Xuxa, agora com um sobretudo prateado e uma peruca na cor verde, pede para usar a imaginação e pensar que todos estão no fundo do mar e chama Teddy ao palco e canta "Teddy Rock" com a participação de crianças. Ela retira a peruca e o sobretudo, veste o chapéu e o terno, para apresentar "Hula-Hula da Xuxinha" ao lado de duas dançarinas de hula-hula, enquanto um vídeo de Xuxinha é reproduzido nos telões. Posteriormente, Xuxa assume um tom mais íntimo, sentando-se em um banco e interpreta "Nosso Rosto" sozinha no palco, enquanto outro vídeo de Xuxinha é exibido. Em seguida, ela destaca a importância de brincar e canta "Vamos Brincar" com a participação de crianças. Deixando o palco, surgem túneis de panos coloridos e um arco-íris inflável gigante é posicionado em frente ao palco. Xuxa volta e canta "Um Lindo Arco-Íris", utilizando a língua brasileira de sinais. Em sequência, ela chama ao palco Bila-Bilú e dança "A Elefanta Bila-Bilú" com duas meninas vestidas com tutus rosas e as Ratinhas Rosa e Amarela. Após o término, Xuxa e o público se despedem de Bila-Bilú, e ela pede a todos cantarem e dançarem ao som de "Pra Frente, Pra Trás", enquanto palhaços circulam em monociclos e crianças saltam em camas elásticas e pula pula. Todos saem do palco.
O quarto ato do espetáculo inicia-se com o vídeo da música "A Ram Sam Sam" no telão. Xuxa volta ao palco usando uma peruca longa com cabelos crespos e óculos escuros, enquanto canta "Sr. Batedecábatedelá" acompanhada por crianças e os Três Ratinhos, que dançam vestidos com chapéus, chocalhos e trajes mexicanos. Ao término, Xuxa canta "Subindo, Descendo, Pirando", na qual crianças, Três Ratinhos e Pituco usam grandes mãos coloridas. O fechamento das cortinas do palco antecede um discurso de Xuxa sobre seus 20 anos de carreira, enquanto a Ratinha Amarela apresenta uma borboleta cenográfica. Xuxa deixa o palco, e as cortinas se abrem novamente, revelando um sofá inflável azul no centro do palco, onde Luma Antunes, sozinha, canta "Alguém". As luzes do palco são gradualmente reduzidas, e os telões se unem novamente, uma voz masculina pede ao público que contem até dez enquanto é reproduzido um vídeo que conta regressivamente os números de um a dez. Xuxa retorna ao palco e canta o "Xuxa Megamix 1 e 2: Ilariê / Xuxalelê / Pinel Por Você / Xuxaxé / Tindolelê / Tô de Bem Com a Vida". Ela usa uma peruca loira, um vestido de estilo discoteca e longas botas brancas, enquanto uma chuva de papel picado complementa a energia vibrante da apresentação, com dançarinos e personagens coreografando ao som da música. Por fim, é reproduzido "Beijinho, Beijinho", e Xuxa se despede do público, seguida pelo fechamento das cortinas.

## Datas
| Data                   | Cidade         | País   | Local                   | Horários    |
| ---------------------- | -------------- | ------ | ----------------------- | ----------- |
| 1ª Etapa               |                |        |                         |             |
| 12 de novembro de 2004 | Rio de Janeiro | Brasil | Ribalta                 | NDA[A]      |
| 13 de novembro de 2004 | Rio de Janeiro | Brasil | Ribalta                 | 18:00       |
| 14 de novembro de 2004 | Rio de Janeiro | Brasil | Ribalta                 | 17:00       |
| 20 de novembro de 2004 | Recife         | Brasil | Chevrolet Hall          | 18h         |
| 21 de novembro de 2004 | Recife         | Brasil | Chevrolet Hall          | 16h         |
| 27 de novembro de 2004 | Belo Horizonte | Brasil | Marista Hall            | 18:00       |
| 28 de novembro de 2004 | Belo Horizonte | Brasil | Marista Hall            | 17:00       |
| 11 de dezembro de 2004 | São Paulo      | Brasil | Tom Brasil              | 19:30       |
| 12 de dezembro de 2004 | São Paulo      | Brasil | Tom Brasil              | 16:00 19:30 |
| 2ª Etapa               |                |        |                         |             |
| 2 de abril de 2005     | Belo Horizonte | Brasil | Chevrolet Hall          |             |
| 3 de abril de 2005     | Belo Horizonte | Brasil | Chevrolet Hall          |             |
| 22 de abril de 2005    | São Paulo      | Brasil | Credicard Hall          | 16h         |
| 23 de abril de 2005[B] | São Paulo      | Brasil | Credicard Hall          | 19h         |
| 24 de abril de 2005    | São Paulo      | Brasil | Credicard Hall          | 17h         |
| 14 de maio de 2005     | Rio de Janeiro | Brasil | Claro Hall              |             |
| 15 de maio de 2005     | Rio de Janeiro | Brasil | Claro Hall              |             |
| 21 de maio de 2005     | Porto Alegre   | Brasil | Ginásio Gigantinho      |             |
| 3ª Etapa               |                |        |                         |             |
| 22 de outubro de 2005  | Curitiba       | Brasil | Pedreira Paulo Leminski |             |
| 5 de novembro de 2005  | Brasília       | Brasil | Ginásio Nilson Nelson   |             |
| 6 de novembro de 2005  | Brasília       | Brasil | Ginásio Nilson Nelson   |             |
| 19 de novembro de 2005 | Goiânia        | Brasil | Goiânia Arena           | 19h         |
| 20 de novembro de 2005 | Goiânia        | Brasil | Goiânia Arena           | 18h         |
| 3 de dezembro de 2005  | Rio de Janeiro | Brasil | Claro Hall              |             |
| 4 de dezembro de 2005  | Rio de Janeiro | Brasil | Claro Hall              |             |
| 17 de dezembro de 2005 | São Paulo      | Brasil | Credicard Hall          |             |
| 18 de dezembro de 2005 | São Paulo      | Brasil | Credicard Hall          |             |

Observações
A Ensaio aberto.
B Duas apresentações: 16:00 e 19:30.

## Ficha técnica
- Cenografia: João Cardoso, Lueli Antunes e Ana Paula Antunes
- Assessoria de Imprensa: Mônica Muniz
- Produção Executiva: Gringa Cardia (Mesosfera Produções)
- Produtor: Luiz Cláudio Lopes Moreira e Mônica Muniz
- Direção e Supervisão Geral: Xuxa Meneghel
- Realização: Xuxa Produções
- Direção Artística: Gringo Cardia
- Iluminação: Denis Roland e Luiz Leal